# Dueños de la cocina (México)
Dueños de la cocina: México es un programa reality gastronómico, de la franquicia argentina Dueños de la cocina que busca al mejor cocinero amateur de México. Es presentado por Wendy González y su jurado está compuesto por Paulina Abascal, Benito Molina y Rodolfo Castellanos. El premio es de un curso de cocina de 1 mes en El Celler de Can Roca y MX 200.000.
Cada episodio tiene 2 desafíos, el inicial y el de eliminación. 
En el inicial, todos los cocineros concursan y los mejores platos suben al balcón, y en el de eliminación concursan los peores platos del primer desafío y uno de ellos será eliminado.
Es un formato parecido al de MasterChef. 

## Equipo
- Presentadora: Wendy González
- Jurado: Paulina Abascal, Benito Molina, Rodolfo Castellanos

## Primera temporada (2017)

### Concursantes
| Posición | Concursante                                    | Edad | Lugar de residencia | Resultado actual |
| -------- | ---------------------------------------------- | ---- | ------------------- | ---------------- |
| 1.º      | Elisa "Doña Elisa" Hernández Ama de casa       | 48   | Oaxaca              | Ganadora         |
| 2.º/3.º  | Luz Andrea Caballero Estudiante                | 19   | Hidalgo             | Finalista        |
| 2.º/3.º  | Santiago Herrera Policía de tránsito           | 37   | Veracruz            | Finalista        |
| 4.º      | Daniel Vera Bloguero                           | 22   | Hidalgo             | 13.º eliminado   |
| 5.º      | María Liz Telanilla Empresaria                 | 40   | CDMX                | 12.ª eliminada   |
| 6.º      | Ali Carrasqueda Estudiante                     | 33   | Hidalgo             | 11.º eliminado   |
| 7.º      | Sebastián Gallego Director teatral             | 45   | Estado de México    | 10.º eliminado   |
| 8.º      | María del Carmen Guerrero Empleada dómestica   | 32   | Puebla              | 9.ª eliminada    |
| 9.º      | Adrián "Malcriado" Hernández Tatuador          | 36   | CDMX                | 8.º eliminado    |
| 10.º     | Xochitl Palma Maestra de la comunidad rarámuri | 29   | Chihuahua           | 7.ª eliminada    |
| 11.º     | Juan Antonio Dorado Abogado                    | 42   | Estado de México    | 6.º eliminado    |
| 12.º     | Hermenegilda Cabezas Ama de casa               | 46   | Yucatán             | 5.ª eliminada    |
| 13.º     | Victoria Guerra Modelo                         | 23   | CDMX                | 4.ª eliminada    |
| 14.º     | Jeanette Salguero Traductora                   | 33   | CDMX                | 3.ª eliminada    |
| 15.º     | Isael Lobo Comerciante                         | 39   | Nuevo León          | 2.º eliminado    |
| 16.º     | Osmar Guerrero Vendedor de comida              | 30   | Veracruz            | 1.º eliminado    |

## Segunda temporada (2018)

### Participantes
| Posición | Concursante                                  | Edad | Lugar de residencia | Resultado actual |
| -------- | -------------------------------------------- | ---- | ------------------- | ---------------- |
| 1.º      | Emiliano Olivares Estudiante                 | 23   | Puebla              | Ganador          |
| 2.º/3.º  | Rita Morales Ama de casa                     | 63   | Nayarit             | Finalista        |
| 2.º/3.º  | José Luis Carrillo Pastelero                 | 42   | CDMX                | Finalista        |
| 4.º      | Luan Esquero Fotógrafo profesional           | 26   | Quintana Roo        | 15.º eliminado   |
| 5.º      | Lucila Álvarez Estudiante                    | 25   | CDMX                | 14.ª eliminada   |
| 6.º      | Jesús Ruiz Gerente de centro comercial       | 32   | CDMX                | 13.º eliminado   |
| 7.º      | Citlali Montero Empleada                     | 28   | Baja California Sur | 12.ª eliminada   |
| 8.º      | África Jiménez Ayudante de cocina            | 32   | Michoacán           | 11.ª eliminada   |
| 9.º      | Miguel Martínez Pizzero                      | 36   | Puebla              | 10.º eliminado   |
| 10.º     | Esaú García Comerciante                      | 27   | Nayarit             | 9.º eliminado    |
| 11.º     | Itzitery Díaz Estudiante de bioquímica       | 20   | Estado de México    | 8.ª eliminada    |
| 12.º     | Bertha Correa Ama de casa                    | 45   | Querétaro           | 7.ª eliminada    |
| 13.º     | Juan de Dios Wapanak Guía turístico indígena | 42   | Chihuahua           | 6.º eliminado    |
| 14.º     | Regina Coronel Médica                        | 39   | Estado de México    | 5.ª eliminada    |
| 15.º     | David Zapata Mesero                          | 32   | CDMX                | 4.º eliminado    |
| 16.º     | Adriana Contreras Licenciada en turismo      | 28   | Quintana Roo        | 3.ª eliminada    |
| 17.º     | Mariana Covas Ingeniera civil                | 30   | Jalisco             | 2.ª eliminada    |
| 18.º     | Gabriel Unehnmüller Empresario               | 34   | CDMX                | 1.º eliminado    |

- Datos: Q124683122